# Piptochaetium bicolor
Piptochaetium bicolor là một loài thực vật có hoa trong họ Hòa thảo. Loài này được (Vahl) É.Desv. miêu tả khoa học đầu tiên năm 1853.